# La Verdière
La Verdière este o comună în departamentul Var din sud-estul Franței. În 2009 avea o populație de 1.484 de locuitori.

## Evoluția populației
| An        | 1975 | 1982 | 1990 | 1999 | 2006  | 2009  |
| --------- | ---- | ---- | ---- | ---- | ----- | ----- |
| Populație | 505  | 524  | 646  | 782  | 1.297 | 1.484 |